# Calocypha laidlawi
Calocypha laidlawi är en trollsländeart som först beskrevs av Fraser 1924.  Calocypha laidlawi ingår i släktet Calocypha och familjen Chlorocyphidae. IUCN kategoriserar arten globalt som otillräckligt studerad. Inga underarter finns listade i Catalogue of Life.